# Bellevue IK
Bellevue IK var en idrottsklubb i Stockholm, bildad 1904. Klubben hade framgångar främst i friidrott, men ägnade sig också åt flera andra idrotter.

## Historik

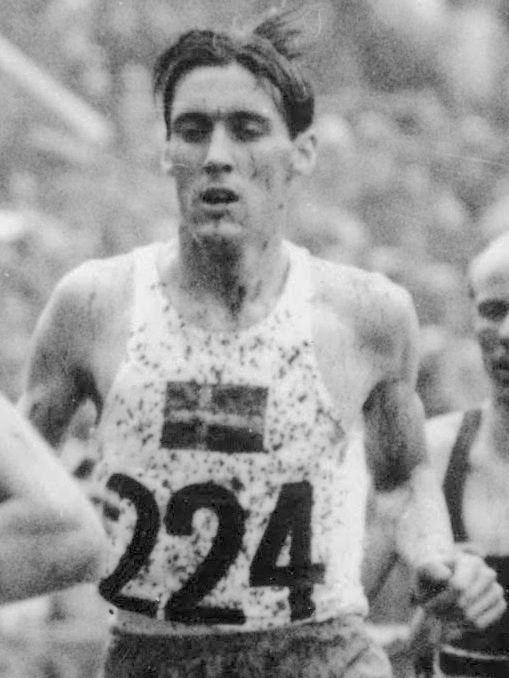
Bellevuelöparen Erik Ahldén vid OS i London 1948.

Bellevue IK grundades 1 juni 1904 vid Engelbrekts folkskola i Stockholm av medlemmar från "Ynglingavännerna", en patriotisk förening med gymnastik som gemensamt intresse. Bland dess grundare fanns Birger Fryckstedt, Albert Ströberg och Emil Balck. De första åren fokuserade klubben främst på fotboll och långdistanslöpning, och löparen Carl Nilsson deltog i maratonloppet vid Olympiska sommarspelen 1912. 1910 startade klubben också landsvägsloppet "Brunnsviken runt", som lades ner i mitten av 1950-talet. Efter Stockholmsolympiaden ökade intresset för friidrottens tekniska grenar i klubben, och under krigsåren tränades kast och hopp flitigt på Bellevue-plan vid Haga. Efter kriget breddades klubbens verksamhet till att inkludera bandy, cykling, orientering, skidåkning och till och med schack.
Under 1930-talet var Bellevue fortfarande en liten kvartersklubb, även om Sven Ekendahl tillhörde Sverigeeliten på 400 meter. Bandylaget nådde framgång genom att nå pokalserien 1939, och damidrotten introducerades under decenniet. På 1940-talet blev Bellevue IK under ledning av Aron Westin en storklubb. Friidrott blev klubbens signaturgren, och mästare som Tore Sjöstrand, Erik Ahldén, Algot Friberg och Hans Ring representerade klubben. Även bowling och handboll fick en plats i klubben under denna tid.
Efter Westins bortgång 1957 blev stjärnorna inom klubben färre, men under nya ledare som Lennart Chrona och Alvar Åkerström balanserades stjärnidrott, breddidrott och ungdomsidrott. Under 1970-talet blev Bellevue IK en förortsklubb, då man flyttade till Hagsätra. Klubben hade under denna tid stora namn som kulstötarna Anders Arrhenius, Björn Holmström och Ingrid Wehmonen. 1983 slogs fotbollssektionen samman med IFK Bagarmossen till Bagarmossen/Bellevue IK. Vid OS i Los Angeles 1984 representerades klubben av kastaren Stefan Fernholm.
Bellevue IK tynade bort i slutet av 1990-talet. Fotbollslaget Bagarmossen/Bellevue IK hette under säsongen 1998 endast Bellevue IK, då Svenska fotbollförbundet inte längre tillät dubbla namn på lag som hade ett enda föreningsnummer, men till säsongen 1999 bytte laget namn till Bagarmossens BK.